# 山中水無山展望台
山中水無山展望台（やまなかみずなしやまてんぼうだい）は、かつて石川県江沼郡山中町（現加賀市）にあったレジャー施設である。

## 概要
- 1959年に町営山中温泉ロープウェイが開通したと同時に開業した。
- 山中温泉にある水無山は「水なきをもって水無山と名付く」と伝えられ、山中十二景にも挙げられる。山頂は道の駅山中温泉 ゆけむり健康村の真上に当たり、登山道は険しいが道の駅から景勝天狗岩を経て登り、温泉街山裾の薬師境内に下山もできる。
- 園内には、ミニ列車、観覧車のミニ遊園地、展望台があった。
- 温泉客がゆかたに丹前をはおって滑れるといわれたスキー場が当時の国立山中病院を眼下にした方向ゲレンデが延びていた。ゲレンデ長は約200メートル程度だったが、当時は獅子吼高原スキー場に次ぎ石川県内のスキー場はこの2カ所であった。
- しかし、レジャーの多様化や1970年代から始まった海外旅行の一般化で温泉客は次第に減少し1980年代にロープウェイが廃業になったのに伴い、このレジャー施設も廃業に追い込まれた。
- 展望台から至近の位置に1961年4月NHKや北陸放送のラジオ山中放送局（無人中継局）が開局し、その後テレビのUHF中継局ともなっているが地デジ放送山中中継局は加賀市桂谷町に譲ることとなる。